# سونی اریکسون دبلیو۹۵۰
سونی اریکسون دبلیو۹۵۰(به انگلیسی: Sony Ericsson W950)یک تلفن همراه هوشمند است که در ۱۶ فوریه ۲۰۰۶ معرفی شد.